# Everclear
Everclear es una banda de rock formada en Portland, Oregón, EE. UU. en 1992. Durante casi toda su existencia estuvo conformada por Art Alexakis en las voces, Craig Montoya al bajo y Greg Eklund en la batería. Eklund sustituyó al primer baterista, Scott Cuthberg, en 1994. Montoya y Eklund dejaron la banda en 2003 pero Alexakis ha continuado actuando como Everclear con una nueva agrupación.

## Primeros años
Art Alexakis tuvo una infancia difícil y problemática, comenzando con la marcha de su padre cuando era niño. Las dificultades económicas empujaron a su familia a los barrios bajos de Los Ángeles, donde Alexakis cayó en el atractivo del consumo de drogas duras. Durante su adolescencia Alexakis fue trasladado alrededor del país entre varios miembros de la familia (incluyendo un pequeño período en Houston viviendo con la nueva familia de su padre), pero su adicción a las drogas persistió. Finalmente Alexakis sufrió una sobredosis de cocaína casi mortal, que definitivamente le empujó a desintoxicarse.
A finales de los años 80 Alexakis tocó en una brevísima banda de rock en vivo en Los Ángeles llamada Shakin' Brave, donde empezó a esbozar sus cualidades como cantautor. Frustrado por la poca atención de la escena musical de Los Ángeles Art se desplazó a San Francisco, donde cayó en la entonces floreciente escena punk. Art encontró un sello llamado Shindig Records, que intentaba documentar la escena punk de la ciudad. Comenzó entonces a grabar material para un álbum como solista, pero finalmente la idea evolucionó en un proyecto de banda llamado Colorfinger. Mientras andaba envuelto en Colorfinger, Art escribió algunos temas que más tarde se convertirían en clásicos de Everclear, como "The Twistinside", "Heartspark Dollarsign" y "Why I Don't Believe in God". En un solo mes, en 1992 Shindig quebró (cuando su distribuidor se fue a la bancarrota) y Colorfinger se separó, y Art supo que su novia estaba embarazada. Buscando cambiar de aires, Art y su novia se mudaron a su ciudad natal, Portland, Oregón. Allí colocó un anuncio en la revista musical semanal The Rocket, que tuvo dos respuestas: el bajo Craig Montoya y el baterista Scott Cuthberg.
La nueva banda comenzó a grabar en el sótano de un amigo, esencialmente intercambiando tiempo de grabación por aparatos musicales y cualquier fondo que pudieran gorronear. Las sesiones culminaron en dos grabaciones: The Nervous & Weird (EP) y el primer álbum de la banda: World of Noise, ambos grabados en Tim/Kerr Records, en Portland en 1993. Frustrados por los recursos limitados de Tim/Kerr Records Alexakis contrató a promotores independientes para que ayudaran a lanzar el álbum. Finalmente, pareció obvio que Everclear necesitaba de alguien grande que pinchara sus temas para permitirles llegar a más audiencia.

## Los años en Capitol
La banda pasó gran parte de 1994 buscando un contrato con una gran discográfica. Tras una modesta guerra de puja, firmaron en Capitol Records con Gary Gersh, responsable de contratos como el de Nirvana, Sonic Youth y Counting Crows para DGC Records. Justo antes de firmar, Everclear y su baterista, Cuthbert, toman caminos diferentes, alegando conflictos personales. Volvió Greg Eklund. En mayo de 1995 la banda graba su primer álbum para el sello: Sparkle and the Fade. Inicialmente el álbum no encontró su audiencia. El primer sencillo, "Heroin Girl", tuvo una moderada rotación en MTV's 120 Minutes, pero no entró en el mainstream. Sin embargo, cerca de finales de 1995, el segundo sencillo, "Santa Monica" encontró una gran audiencia a través del floreciente formato de radio alternativa, que finalmente le llevó al éxito en el mainstream. El álbum subsecuentemente fue certificado como platino. Sin embargo, dos singles subsecuentes, "Heartspark Dollarsign" y "You Make Me Feel like a Whore" fracasaron en encontrar tan amplia audiencia, y la banda acabó en 1996 de forma rápida, trabajando su tercer álbum. Conforme Sparkle and the Fade ganaba audiencia Everclear tuvo que soportar comparaciones con Nirvana, debidas especialmente al tema del álbum y las referencias a las drogas. Después de un concierto con Foo Fighters a finales de 1995 Dave Grohl comentó en MTV News que realmente no pensaba que Everclear sonara como Nirvana, puntualizando que Silverchair sonaba más a Nirvana que ninguna otra banda.
A finales de 1996 la banda había casi completado el álbum, que planearon publicar bajo el título de Pure White Evil. Alexakis, sin embargo, no estaba satisfecho con los resultados y decidió trabajar en algunas canciones más para el álbum, incluyendo "One Hit Wonder" y el tema homónimo, "So Much for the Afterglow". So Much for the Afterglow se publicó en octubre de 1997. Los dos primeros singles del álbum, "Everything to Everyone" y "I Will Buy You a New Life" funcionaron pobremente, pero ayudaron a comenzar un lento despegue para el álbum. La banda completó un tour por EE. UU. a final de año, y comenzó 1998 con un tour por Australia. El tour australiano, sin embargo, fue un desastre inesperado. En un concierto en Wollongong alguien lanzó un explosivo al escenario, que explotó y quemó parte del escenario. Las tensiones comenzaron en el backstage, con el guitarrista Steve Birch no queriendo continuar y Montoya en acalorada discusión con Alexakis. En entrevistas para VH-1's Behind the Music la banda alegó que estaban fundidos aquella noche. La banda decidió cancelar el resto de su tour después de una última noche en la Gold Coast, durante el cual Alexakis fue golpeado con un zapato (mientras el público coreaba el "Cumpleaños feliz") y el bajo acústico de Montoya fue robado. Montoya no quiso unirse a la banda para el consiguiente tour por el Reino Unido, siendo sustituido por el entonces bajo electrónico de David LoPrinzi. Hasta la fecha, Everclear no ha vuelto a Australia. Tras un largo tour por Estados Unidos con Marcy Playground y Fastball la banda publicó el tercer singles de Afterglow, "Father of Mine". La canción catapultó el álbum y a la banda al éxito comercial del mainstream. El relato autobiográfico del tema, un niño arreglándoselas ante la tragedia de un padre que le abandona estaba claramente relacionado con una nación de gente que experimentó la misma pérdida. Afterglow proporcionó a la banda su única nominación al Grammy. Ese mismo año la banda ganó el premio anual del Billboard's Modern Rock, aunque Afterglow nunca fue más allá del puesto 33 en el cuadro de álbumes del Billboard; el álbum alcanzó el doble-platino a finales de año.
Siguiendo el éxito de Afterglow Alexakis decidió volver al sonido de Everclear y grabó un álbum como solista, de canciones de influencia más popera y trajo a Everclear músicos de gira como David LoPrinzi, Brian Lehfeldt y James Beaton para tocar en las grabaciones. Descontento con los resultados de las sesiones iniciales Alexakis decidió traer a Montoya y Erklund y transformar el esfuerzo en un álbum de Everclear. El resultado fue publicado como Songs from an American Movie, Vol. 1: Learning How to Smile en julio de 2000. El álbum produjo el sencillo más exitoso de la banda, "Wonderful" y finalmente fue platino. En vez de girar para al álbum la banda contrató con su sello para editar un segundo álbum en 2000. Alexakis ya creía tener suficiente repertorio inédito y estaba deseoso de mostrar los lados opuestos del sonido de Everclear. Sin embargo, retrasos en los procesos de mezcla de Learning How to Smile retrasaron de abril a julio su lanzamiento, limitando la cantidad de tiempo de grabación para el siguiente álbum, que debía cumplir con las demandas de Capitol de tener un disco a finales de año. Proclamado como una vuelta al rock, el álbum Songs from an American Movie, Vol. 2: Good Time for a Bad Attitude fue editado sólo unos meses después del primer volumen, pero la agonía del primero creó cierta confusión en los compradores de música. Su segundo sencillo "AM Radio" fue editado apenas semanas antes del lanzamiento del segundo volumen, provocando que algunas tiendas lo etiquetaran quivocadamente como sencillo del segundo volumen. La confusión se amplificó con la decisión de la banda de abrir para Matchbox 20 después de la publicación del segundo volumen, un extraño contrato para una banda que se apoyaba un disco de rock duro. Para finales de la primavera de 2001 ambos álbumes habían calado. Capitol intentó un último esfuerzo re-publicando Learning How to Smile con "Out of my Depth" y "Rock Star" de Good Time for a Bad Attitude como bonus tracks. Una versión del "Brown Eyed Girl" de Van Morrison recibió un poco de rotación como resultado, pero no pudo ayudar a revivir el momento. Un tour por el Reino Unido fue cancelado poco después de su comienzo.
Ese verano la banda decidió autorizar la canción "Rock Star" para la película del mismo nombre. La fortuna pareció finalmente tocar a la banda, ya que el impulso promocional de la película ayudó a la canción a encontrar una audiencia en VH-1. Sin embargo, el impulso acabó con el 11 de septiembre. La banda se reagrupó para grabar su sexto álbum, Slow Motion Daydream, publicado en marzo de 2003. La banda y el sello eran entusiastas sobre el lanzamiento. Todo parecía positivo hasta que Alexakis y Capitol enrarecieron el ambiente con la elección del primer sencillo. Capitol estaba encantado con una de las últimas canciones añadidas al álbum, un "The New York Times" influenciado por el 11 de septiembre. Alexakis sin embargo se inclinaba por una irónica oda a las amas de casa republicanas de los suburbios: "Volvo Driving Soccer Mom". Capitol finalmente aceptó la petición de Alexakis y editó la canción y el vídeo, pero no puso demasiado esfuerzo en su promoción. "The New York Times" fue publicada poco después como segundo sencillo con menos apoyo del sello inclusive, y el álbum alcanzó las 100.000 copias.
Al final del tour de presentación de Slow Motion Daydream, en agosto de 2003, Montoya y Eklund decidieron que era momento de moverse y dejaron la banda por otros intereses. El siguiente verano Everclear finalizó su relación con Capitol Records. Capitol compiló un álbum de grandes éxitos que reflejaba la trayectoria de la banda en el sello titulado Ten Years Gone: The Best of Everclear 1994-2004, publicado en octubre de 2004.

## Trabajo Alterno
El vocalista Art Alexakis trabajó con la cantante Noruega Marion Raven en un dueto incluido en el disco debut como solista de raven llamado Here I Am, y la canción se Llamó At The End Of The Day. Aunque también trabajo en un episodio del Manual de supervivencia escolar de Ned.

## Álbumes
- World of Noise (1993)
- Sparkle and Fade (1995)
- So Much for the Afterglow (1997)
- Songs from an American Movie, Vol. 1: Learning How to Smile (2000)
- Songs from an American Movie, Vol. 2: Good Time for a Bad Attitude (2000)
- Slow Motion Daydream (2003)
- Welcome to the drama club (2006)
- The Vegas Years (2008)
- In a Different Light (2009)
- Return to Santa Monica (2011)
- Greatests Hits (2011)
- Invisible Stars (2012)
- ``Black is the new black (2015)

- Datos: Q1381972
- Multimedia: Everclear (band) / Q1381972